# Constantino Contomita
Constantino Contomita (en griego: Κωνσταντῖνος ὁ Κοντομύτης, fl. 841-860) fue un general y noble bizantino.
Como gobernador (strategos) del Thema Tracesiano, Constantino Contomita infligió una estrepitosa derrota a los sarracenos de Creta en el 841, cuando atacaron la rica comunidad monástica del monte Latros. En torno a esa fecha, su hija se casó con el magister officiorum Bardas, sobrino de la emperatriz Teodora por parte de madre y del patriarca Focio por parte de padre. Más tarde, Bardas tomó el apellido de su suegro.
En 859, el emperador Miguel III (r. 842-867) lo envió a Sicilia con trescientos barcos para combatir a los árabes de la isla. Estos, acaudillados por Abás ibn Fadhl debelaron al ejército bizantino, que hubo de embarcarse de nuevo y abandonar la isla.